# Liste der Naturdenkmale in Villmar
Die Liste der Naturdenkmale in Villmar nennt die im Gebiet der Gemeinde Villmar im Landkreis Limburg-Weilburg in Hessen gelegenen Naturdenkmale.
| Bild            | Bezeichnung       | Ortsteil, Lage                          | Beschreibung | Art         | Nr.     |
| --------------- | ----------------- | --------------------------------------- | --- | ----------- | ------- |
| Fotos hochladen | Linde Guckelmühle | Weyer 50° 22′ 32,2″ N, 8° 14′ 3,8″ O    | an der Guckelmühle nahe der Straße von Weyer nach Münster | Linde       | 3533050 |
| Fotos hochladen | Friedenseiche     | Villmar 50° 24′ 9″ N, 8° 11′ 37,2″ O    | im Gemeindewald nordöstlich der Ortschaft; nahe der Sportanlagen; auf Wegekreuzung; von Rundbank umstanden | Eiche       | 3533060 |
| Fotos hochladen | 2 Winterlinden    | Villmar 50° 23′ 17,1″ N, 8° 11′ 24,3″ O | an Kapelle (Oberheiligenhaus) am Ortsausgang von Villmar, an der Straße nach Niederbrechen; beide Bäume nahe einer Mauer und der Kapelle (eingeengter Wurzelraum) | Winterlinde | 3533061 |
| BW              | Friedenseiche     | Seelbach 50° 25′ 19,9″ N, 8° 14′ 6″ O   | Sportplatz, Villmar-Seelbach, an der K 431 |             | 3533068 |
| Fotos hochladen | Unica-Bruch       | Villmar 50° 23′ 39,4″ N, 8° 11′ 3,2″ O  | zur dauerhaften Sicherung des international bedeutsamen Marmoraufschlusses, der einen dreidimensionalen Einblick in ein mitteldevonisches Stromatoporenriff bietet und erlaubt Riffwachstum und Sedimentationsgeschichte nachzuvollziehen; ehemaliger Gemeindesteinbruch |             | 3533075 |